# Zudausques
Zudausques [zydosk] est une commune française située dans le département du Pas-de-Calais en région Hauts-de-France.
La commune fait partie de la communauté de communes du Pays de Lumbres qui regroupe 36 communes et compte 24 187 habitants en 2021.
Le territoire de la commune est situé dans le parc naturel régional des Caps et Marais d'Opale.

## Géographie

### Localisation
Localisée dans le nord-est du département du Pas-de-Calais, Zudausques est une commune située, à vol d'oiseau, à 5 km au nord-est de la commune de Lumbres et à 8 km à l'ouest de la commune de Saint-Omer (aire d'attraction et chef-lieu d'arrondissement). Zudausques se trouve à 3 km de la sortie no 3 de l'autoroute A26 et proche des grands axes en direction de Boulogne, Calais, Dunkerque.
.
Le territoire de la commune est limitrophe de ceux de sept communes.
Les communes limitrophes sont Serques, Leulinghem, Moringhem, Quelmes, Salperwick, Tilques et Saint-Martin-lez-Tatinghem.

### Géologie et relief
La superficie de la commune est de 7,24 km2 ; son altitude varie de 34  à   126 mètres. Le point culminant de la commune est situé sur le hameau d'Adsoit.

### Hydrographie
La commune est située dans le bassin Artois-Picardie. Elle n'est drainée par aucun cours d'eau,.

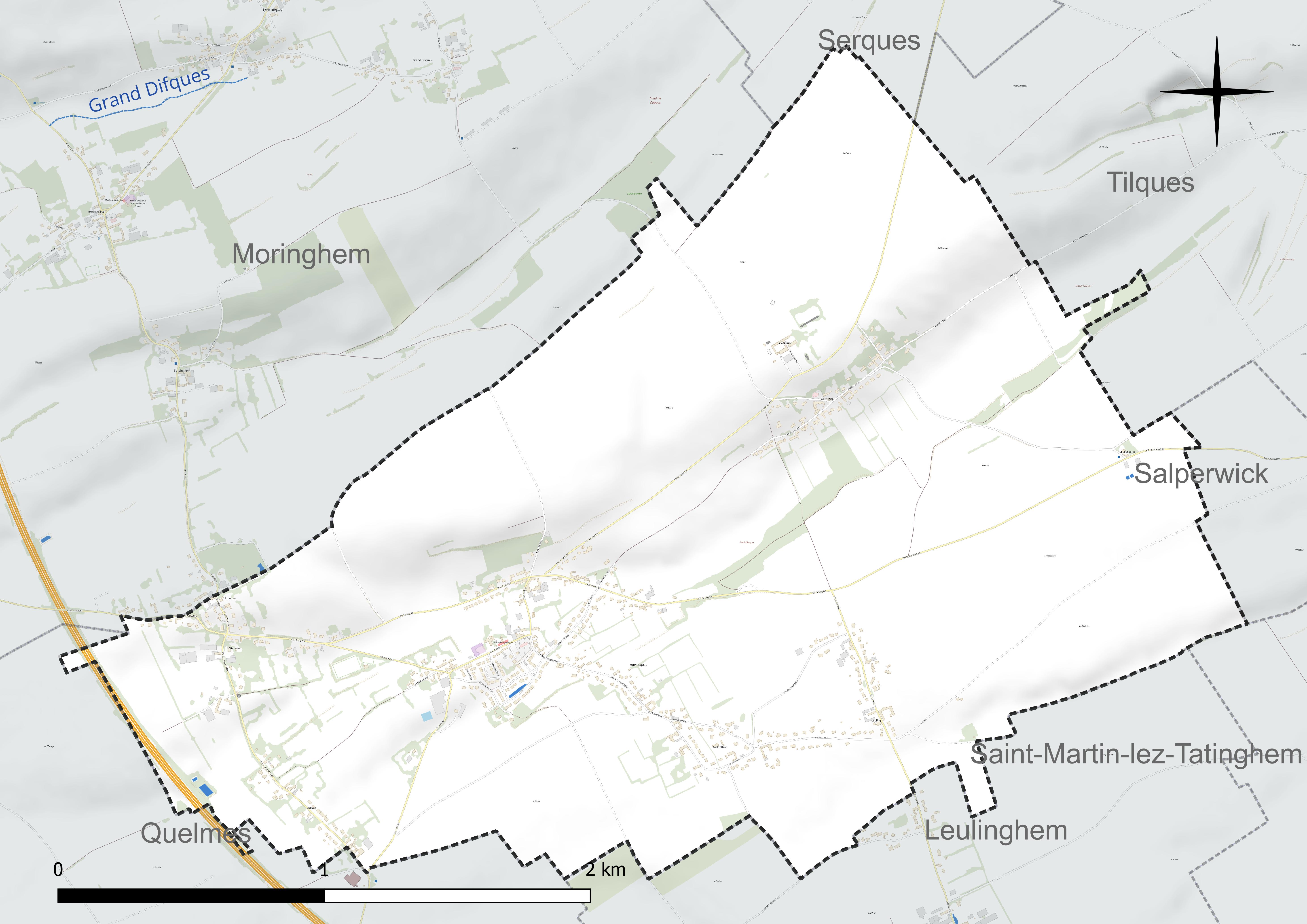
Réseau hydrographique de Zudausques.

### Climat
Pour des articles plus généraux, voir Climat des Hauts-de-France et Climat du Nord-Pas-de-Calais.
En 2010, le climat de la commune est de type climat océanique franc, selon une étude du CNRS s'appuyant sur une série de données couvrant la période 1971-2000. En 2020, Météo-France publie une typologie des climats de la France métropolitaine dans laquelle la commune est exposée à un climat océanique et est dans la région climatique Côtes de la Manche orientale, caractérisée par un faible ensoleillement (1 550 h/an) ; forte humidité de l'air (plus de 20 h/jour avec humidité relative > 80 % en hiver), vents forts fréquents.
Pour la période 1971-2000, la température annuelle moyenne est de 10,2 °C, avec une amplitude thermique annuelle de 13,1 °C. Le cumul annuel moyen de précipitations est de 930 mm, avec 12,7 jours de précipitations en janvier et 8,3 jours en juillet. Pour la période 1991-2020, la température moyenne annuelle observée sur la station météorologique la plus proche, située sur la commune de Watten à 10 km à vol d'oiseau, est de 11,3 °C et le cumul annuel moyen de précipitations est de 822,8 mm,. Pour l'avenir, les paramètres climatiques de la commune estimés pour 2050 selon différents scénarios d'émission de gaz à effet de serre sont consultables sur un site dédié publié par Météo-France en novembre 2022.

### Milieux naturels et biodiversité

#### Espaces protégés
La protection réglementaire est le mode d'intervention le plus fort pour préserver des espaces naturels remarquables et leur biodiversité associée.
Dans ce cadre, la commune fait partie de deux espaces protégés : 
- la réserve de biosphère, zone de transition, du marais audomarois[11] ;
- le parc naturel régional des Caps et Marais d'Opale, d'une superficie de 132 499 hectares réparties sur 154 communes, géré par le syndicat mixte d'aménagement et de gestion du parc naturel régional des Caps et Marais d'Opale[12].

#### Zone naturelle d'intérêt écologique, faunistique et floristique
L'inventaire des zones naturelles d'intérêt écologique, faunistique et floristique (ZNIEFF) a pour objectif de réaliser une couverture des zones les plus intéressantes sur le plan écologique, essentiellement dans la perspective d'améliorer la connaissance du patrimoine naturel national et de fournir aux différents décideurs un outil d'aide à la prise en compte de l'environnement dans l'aménagement du territoire.
Le territoire communal comprend une ZNIEFF de type 1 : le complexe écologique du marais Audomarois et de ses versants. Cette ZNIEFF est un élément de la dépression préartésienne, drainé par l'Aa, le marais Audomarois est un golfe de basses terres bordé à l'Ouest par la retombée crayeuse de l'Artois et à l'Est par les collines argileuses de la Flandre intérieure.

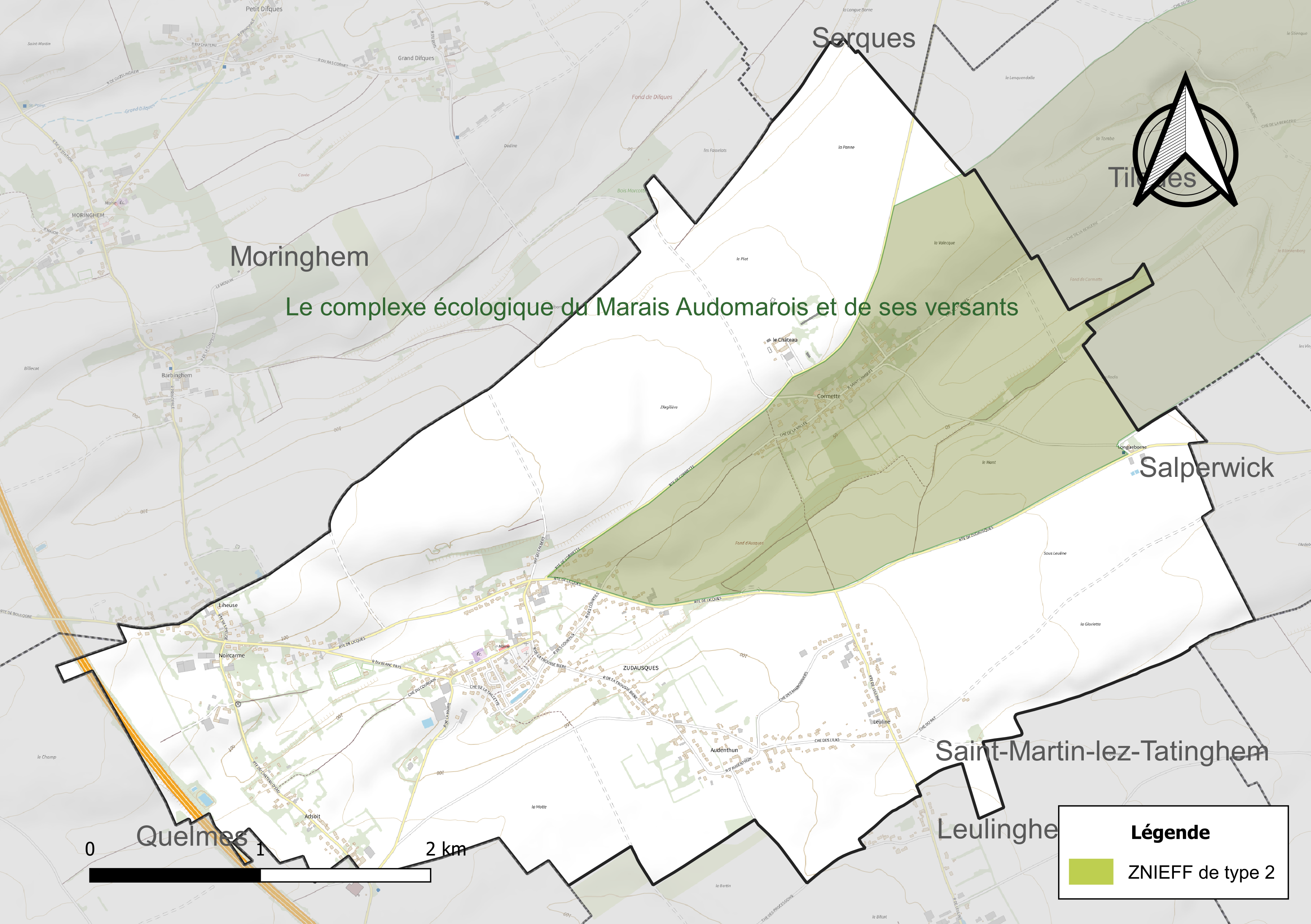
Carte de la ZNIEFF sur la commune.

## Urbanisme

### Typologie
Au 1er janvier 2024, Zudausques est catégorisée commune rurale à habitat dispersé, selon la nouvelle grille communale de densité à sept niveaux définie par l'Insee en 2022.
Elle est située hors unité urbaine. Par ailleurs la commune fait partie de l'aire d'attraction de Saint-Omer, dont elle est une commune de la couronne,. Cette aire, qui regroupe 79 communes, est catégorisée dans les aires de 50 000 à moins de 200 000 habitants,.

### Occupation des sols
L'occupation des sols de la commune, telle qu'elle ressort de la base de données européenne d'occupation biophysique des sols Corine Land Cover (CLC), est marquée par l'importance des territoires agricoles (100 % en 2018), une proportion identique à celle de 1990 (100 %). La répartition détaillée en 2018 est la suivante : 
terres arables (73,2 %), zones agricoles hétérogènes (20,4 %), prairies (6,5 %). L'évolution de l'occupation des sols de la commune et de ses infrastructures peut être observée sur les différentes représentations cartographiques du territoire : la carte de Cassini (XVIIIe siècle), la carte d'état-major (1820-1866) et les cartes ou photos aériennes de l'IGN pour la période actuelle (1950 à aujourd'hui).

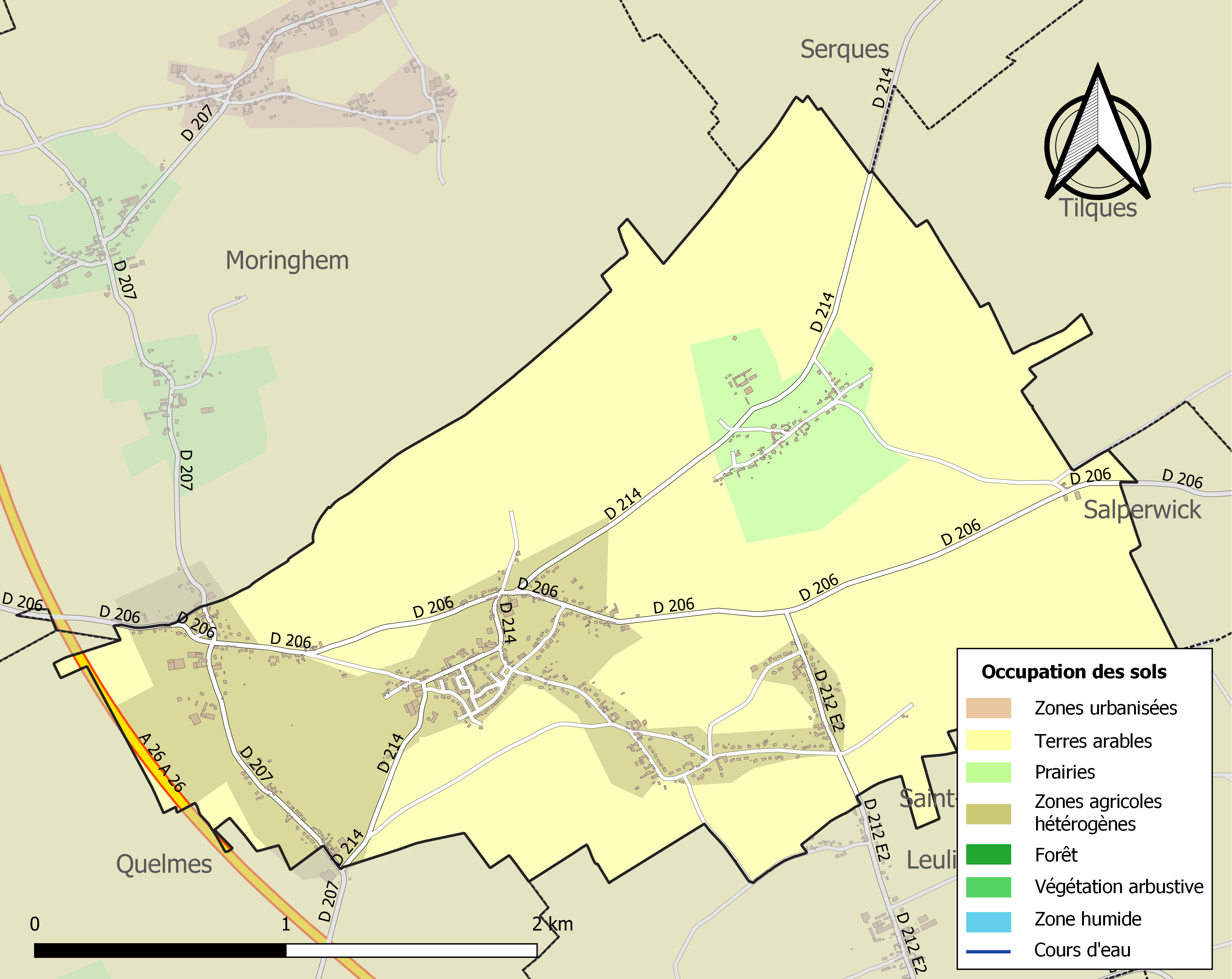
Carte des infrastructures et de l'occupation des sols de la commune en 2018 (CLC).

### Risques naturels et technologiques

#### Risque inondation
À la suite du passage des tempêtes Ciarán, Domingos et Elisa et des inondations et coulées de boue qui se sont produites, la commune est reconnue, par arrêté du 14 novembre 2023, en état de catastrophe naturelle pour inondations et coulées de boue sur la période du 2 au 12 novembre 2023, comme 179 autres communes du département.

## Toponymie

### Attestations anciennes et actuelles
Le nom de la localité est attesté sous les formes Zutausque (1321), Ausque (1393), Zutdausque (1496), Zut-Ausque (1739), Zudausque en 1793, Zudausque et Zudausques depuis 1801.
Zuidauzeke en néerlandais.
La commune de Zudausques absorbe en 1822 celle de Cormettes, aujourd'hui hameau de Zudausques.

### Étymologie
Viendrait à l'origine de l'anthroponyme romain Alcaeus suivi du suffixe -acum (devenu -aca) « domaine (de) », formant *Auseka, qui avec le recul de l'accent devint Ausque, où le tout signifie « le domaine d'Alcaeus ».
Fut ajouté plus tard le préfixe flamand suut « sud » (néerlandais zuid) devenu par la suite zut puis zud, afin de différencier la commune de celle de Nordausques, située plus au nord. Quant au -s final, celui-ci est adventice.
Dans le pays des Morins, la terminaison iacum produisait ordinairement eques, dont très souvent l'e finissait par devenir muet. Alciacum devint nécessairement Ausques, et par la suite, l'existence de deux villages du même nom à 8 kilomètres de distance, a fait éprouver le besoin de les distinguer par des surnoms. Suivant un usage dont on trouve un certain nombre d'exemples dans les environs, on les distingue par les noms de Nordausques et de Zudausques (« Ausques du Nord » et « Ausques du Sud »).

## Histoire
Zudausques a eu une riche histoire liée à une importante famille qui possédait la seigneurie de Noircarmes, laquelle était située sur Zudausques en s'étendant sur Quelmes et Moringhem, la famille de Sainte Aldegonde Noircarmes.
La commune comprenait de très nombreux fiefs appartenant à d'autres petits seigneurs comme celui de la Tour d'Ausque, situé au centre du village ayant appartenu à la famille du même nom, les Dausque.
Un descendant relevant des familles de Sainte-Aldegonde de Noircarmes et des Deslyons, Alexandre Louis Théodore Hippolyte Deslyons de Noircarme, se distingue en tant que créateur en 1825 de la verrerie, future cristallerie d'Arques.

### Famille de Sainte-Aldegonde de Noircarmes
Noircarmes, hameau de Zudausques est à la source d'une importante famille de la noblesse : les Sainte-Aldegonde de Noircarmes
- Philippe de Noircarmes (v. 1530 – 1574), homme d'État et chef militaire des Pays-Bas habsbourgeois au service de Charles-Quint puis de Philippe II d'Espagne, était baron de Noircarmes, qui est aujourd'hui un hameau de la commune.
- Maximilien de Sainte-Aldegonde[27](† 1635), fils du précédent, fait comte de Sainte-Aldegonde, seigneurie située sur Saint-Omer en 1605, baron de Noircarmes et de Maingoval, vicomte de Visque, seigneur de Celles et de Genetz, sénéchal d'Ostrevant, maître d'hôtel des archiducs Albert et Isabelle, gouverneur et capitaine général de l'Artois, chevalier de la Toison d'or[28].

## Politique et administration

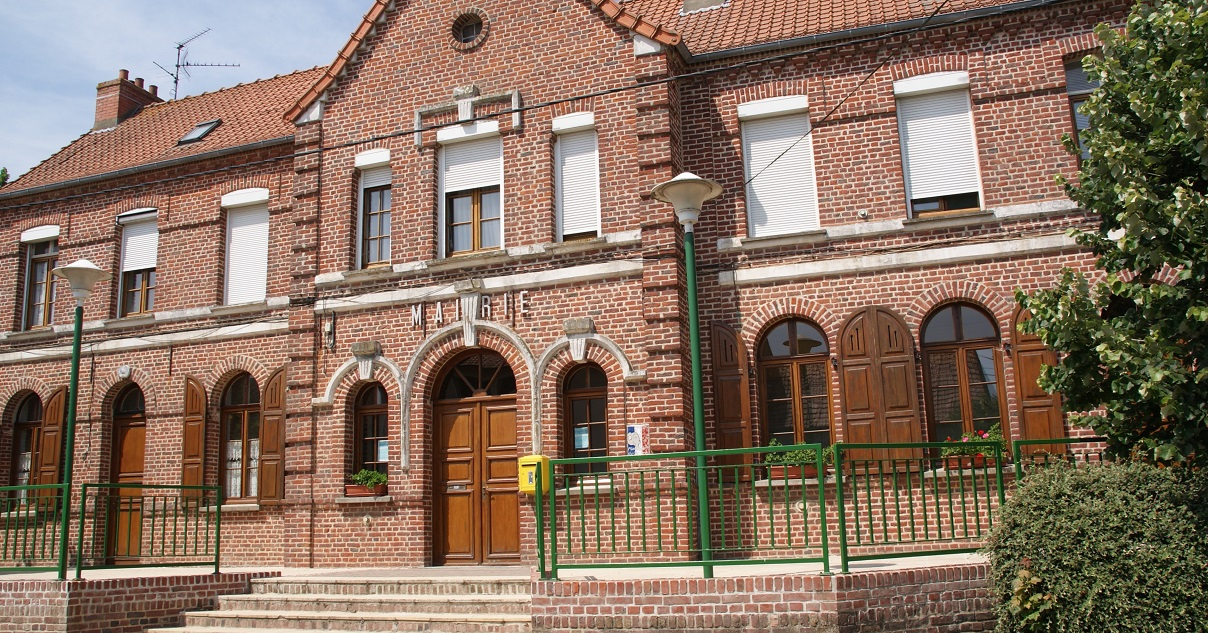
La mairie.

### Découpage territorial
La commune se trouve dans l'arrondissement de Saint-Omer du département du Pas-de-Calais.

#### Commune et intercommunalités
La commune est membre de la communauté de communes du Pays de Lumbres.

#### Circonscriptions administratives
La commune est rattachée au canton de Lumbres.

#### Circonscriptions électorales
Pour l'élection des députés, la commune fait partie de la sixième circonscription du Pas-de-Calais.

### Élections municipales et communautaires

#### Liste des maires
| Période                                  | Période                     | Identité    | Étiquette | Qualité                                                                                              |
| ---------------------------------------- | --------------------------- | ----------- | --------- | --- |
| Les données manquantes sont à compléter. |                             |             |           | |
| 1989                                     | 2014                        | Noël Monchy |           | Vice-président de la CC Pays de Lumbres ( ? → 2014)                                                  |
| 2014                                     | En cours (au 17 avril 2022) | Didier Bée  | SE        | Cadre territorial Vice-président de la CC Pays de Lumbres (2014 → ), Réélu pour le mandat 2020-2026, |

### Autres élections

#### Élection présidentielle de 2012
Le résultat de l'élection présidentielle de 2012 dans la commune est le suivant :
| Candidat       | Candidat                    | Premier tour | Premier tour | Second tour | Second tour |
| Candidat       | Candidat                    | Voix         | %            | Voix        | %           |
| -------------- | --------------------------- | ------------ | ------------ | ----------- | ----------- |
|                | Eva Joly (EÉLV)             | 15           | 2,75         |             |             |
|                | Marine Le Pen (FN)          | 101          | 18,50        |             |             |
|                | Nicolas Sarkozy (UMP)       | 151          | 27,66        | 289         | 53,82       |
|                | Jean-Luc Mélenchon (FG)     | 49           | 8,97         |             |             |
|                | Philippe Poutou (NPA)       | 6            | 1,10         |             |             |
|                | Nathalie Arthaud (LO)       | 1            | 0,18         |             |             |
|                | Jacques Cheminade (SP)      | 1            | 0,18         |             |             |
|                | François Bayrou (MoDem)     | 74           | 13,55        |             |             |
|                | Nicolas Dupont-Aignan (DLR) | 11           | 2,01         |             |             |
|                | François Hollande (PS)      | 137          | 25,09        | 248         | 46,18       |
|                |                             |              |              |             |             |
| Inscrits       | Inscrits                    | 621          | 100,00       | 621         | 100,00      |
| Abstentions    | Abstentions                 | 61           | 9,82         | 53          | 8,53        |
| Votants        | Votants                     | 560          | 90,18        | 568         | 91,47       |
| Blancs et nuls | Blancs et nuls              | 14           | 2,50         | 31          | 5,46        |
| Exprimés       | Exprimés                    | 546          | 97,50        | 537         | 94,54       |

#### Élection présidentielle de 2017
Le résultat de l'élection présidentielle de 2017 dans la commune est le suivant :
| Candidat    | Candidat                    | Premier tour | Premier tour | Deuxième tour | Deuxième tour |  |
| Candidat    | Candidat                    | %            | Voix         | %             | Voix          |  |
| ----------- | --------------------------- | ------------ | ------------ | ------------- | ------------- |  |
|             | Nicolas Dupont-Aignan (DLF) | 7,47         | 44           |               |               |  |
|             | Marine Le Pen (FN)          | 19,19        | 113          | 37,34         | 199           |  |
|             | Emmanuel Macron (EM)        | 22,58        | 133          | 62,66         | 334           |  |
|             | Benoît Hamon (PS)           | 4,92         | 29           |               |               |  |
|             | Nathalie Arthaud (LO)       | 0,34         | 2            |               |               |  |
|             | Philippe Poutou (NPA)       | 1,19         | 7            |               |               |  |
|             | Jacques Cheminade (SP)      | 0,17         | 1            |               |               |  |
|             | Jean Lassalle (RES)         | 1,02         | 6            |               |               |  |
|             | Jean-Luc Mélenchon (LFI)    | 19,35        | 114          |               |               |  |
|             | François Asselineau (UPR)   | 0,51         | 3            |               |               |  |
|             | François Fillon (LR)        | 23,26        | 137          |               |               |  |
|             |                             |              |              |               |               |  |
| Inscrits    | Inscrits                    | 677          | 100,00       | 677           | 100,00        |  |
| Abstentions | Abstentions                 | 76           | 11,23        | 77            | 11,37         |  |
| Votants     | Votants                     | 601          | 88,77        | 600           | 88,73         |  |
| Blancs      | Blancs                      | 10           | 1,66         | 41            | 6,83          |  |
| Nuls        | Nuls                        | 2            | 0,33         | 26            | 4,33          |  |
| Exprimés    | Exprimés                    | 589          | 98,00        | 533           | 88,83         |  |

## Population et société

### Démographie

#### Évolution démographique
L'évolution du nombre d'habitants est connue à travers les recensements de la population effectués dans la commune depuis 1793. Pour les communes de moins de 10 000 habitants, une enquête de recensement portant sur toute la population est réalisée tous les cinq ans, les populations de référence des années intermédiaires étant quant à elles estimées par interpolation ou extrapolation. Pour la commune, le premier recensement exhaustif entrant dans le cadre du nouveau dispositif a été réalisé en 2008.

En 2022, la commune comptait 1 061 habitants, en évolution de +19,21 % par rapport à 2016 (Pas-de-Calais : −0,72 %, France hors Mayotte : +2,11 %).
| 1793 | 1800 | 1806 | 1821 | 1831 | 1836 | 1841 | 1846 | 1851 |
| ---- | ---- | ---- | ---- | ---- | ---- | ---- | ---- | ---- |
| 406  | 248  | 328  | 365  | 485  | 510  | 530  | 501  | 506  |

| 1856 | 1861 | 1866 | 1872 | 1876 | 1881 | 1886 | 1891 | 1896 |
| ---- | ---- | ---- | ---- | ---- | ---- | ---- | ---- | ---- |
| 470  | 450  | 487  | 498  | 481  | 530  | 512  | 505  | 477  |

| 1901 | 1906 | 1911 | 1921 | 1926 | 1931 | 1936 | 1946 | 1954 |
| ---- | ---- | ---- | ---- | ---- | ---- | ---- | ---- | ---- |
| 481  | 485  | 469  | 467  | 416  | 387  | 389  | 402  | 381  |

| 1962 | 1968 | 1975 | 1982 | 1990 | 1999 | 2006 | 2008 | 2013 |
| ---- | ---- | ---- | ---- | ---- | ---- | ---- | ---- | ---- |
| 380  | 365  | 356  | 423  | 513  | 618  | 763  | 804  | 848  |

| 2018 | 2022  | - | - | - | - | - | - | - |
| ---- | ----- | - | - | - | - | - | - | - |
| 941  | 1 061 | - | - | - | - | - | - | - |

#### Pyramide des âges
En 2018, le taux de personnes d'un âge inférieur à 30 ans s'élève à 40,0 %, soit au-dessus de la moyenne départementale (36,7 %). À l'inverse, le taux de personnes d'âge supérieur à 60 ans est de 16,3 % la même année, alors qu'il est de 24,9 % au niveau départemental.
En 2018, la commune comptait 489 hommes pour 452 femmes, soit un taux de 51,97 % d'hommes, largement supérieur au taux départemental (48,50 %).
Les pyramides des âges de la commune et du département s'établissent comme suit.
| Hommes | Classe d’âge | Femmes |
| ------ | ------------ | ------ |
| 0,0    | 90 ou +      | 0,0    |
| 2,2    | 75-89 ans    | 3,1    |
| 13,3   | 60-74 ans    | 13,9   |
| 22,3   | 45-59 ans    | 23,9   |
| 20,4   | 30-44 ans    | 21,0   |
| 16,0   | 15-29 ans    | 18,1   |
| 25,8   | 0-14 ans     | 19,9   |

| Hommes | Classe d’âge | Femmes |
| ------ | ------------ | ------ |
| 0,5    | 90 ou +      | 1,6    |
| 5,6    | 75-89 ans    | 8,9    |
| 16,7   | 60-74 ans    | 18,1   |
| 20,2   | 45-59 ans    | 19,2   |
| 18,9   | 30-44 ans    | 18,1   |
| 18,2   | 15-29 ans    | 16,2   |
| 19,9   | 0-14 ans     | 17,9   |

## Culture locale et patrimoine

### Lieux et monuments
- L'église Saint-Omer, du XIVe siècle[43]. Elle possède des soubassements du XIIe siècle, un chœur du XVe siècle, une nef de 1779, une tour centrale rebâtie en 1879 et une cloche classée fondue en 1506 et appelée Marie.
- L'église Saint-Folquin de Cormette (hameau de Zudausques), dédiée au culte de Saint-Lambert. L'ensemble de l'édifice est bâti entre le XVIe et XIXe siècles. La façade ouest présente un clocher-mur ou « campenard », datant du XVIIe siècle, formé en son sommet d'un mur percé  pour  la  suspension de la cloche appelée Augustine-Julie. La sacristie date du XIXe siècle[44],[45].
- La Via Francigena, route de pèlerinage qui relie Canterbury en Angleterre à Rome en Italie, traverse différents hameaux de Zudausques[46].

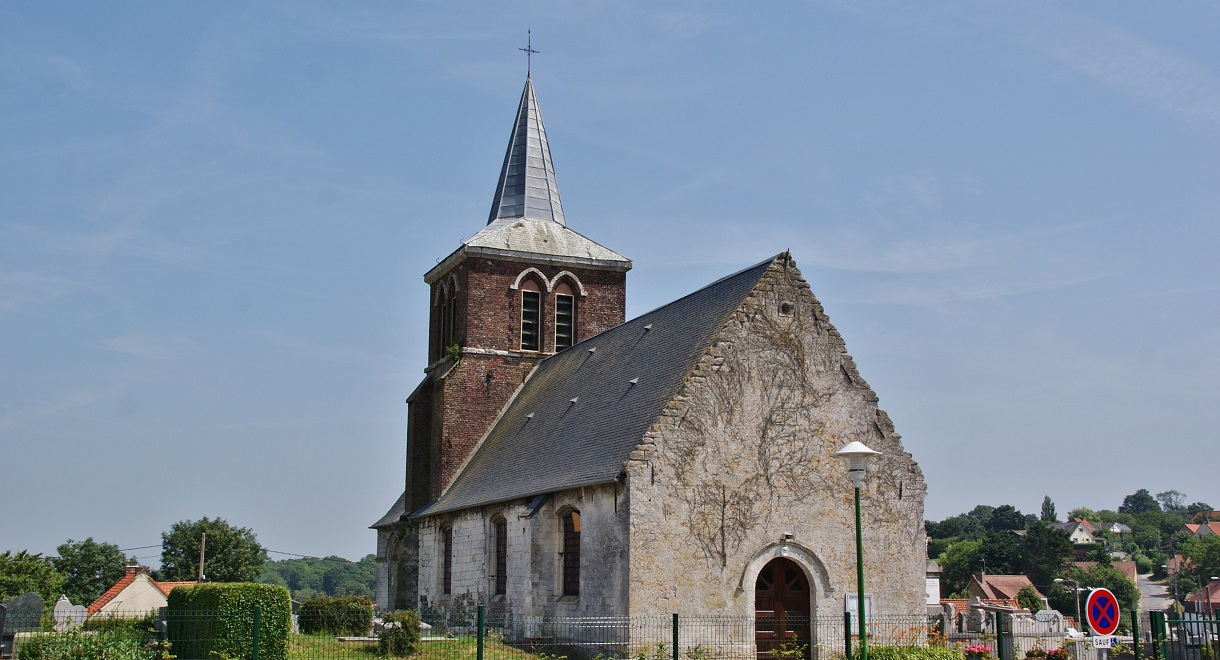
L'église Saint-Omer.
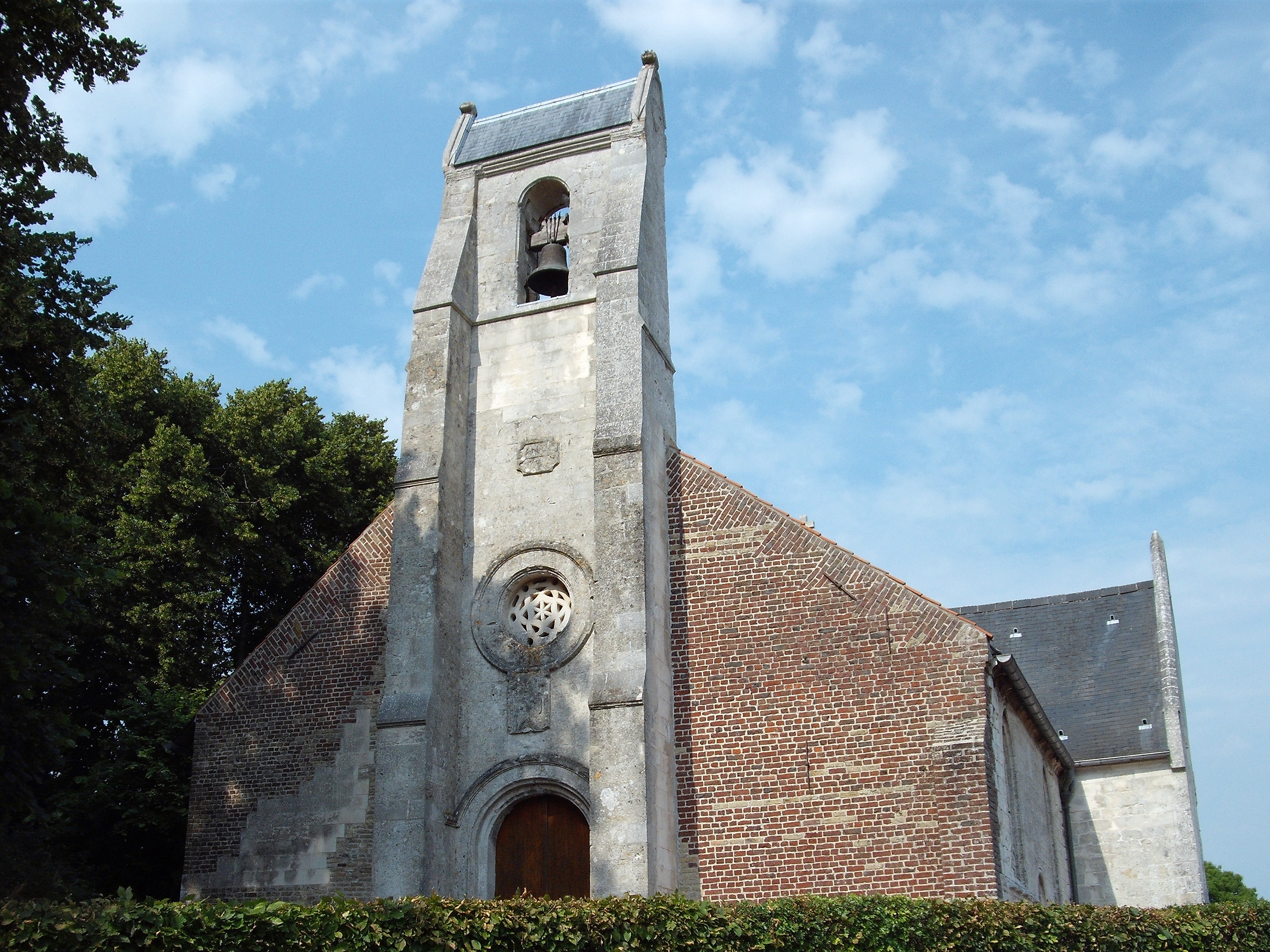
L'église Saint-Folquin.

### Héraldique
| Blason de Zudausques | Blason  | D'or à la bande de sable chargée d'une quintefeuille d'argent, posée à plomb, entre deux coquilles du même. |
| Blason de Zudausques | Détails | Inspiré des armes de la famille de Noircarmes, originaire du hameau éponyme située sur le territoire de Zudausques, et qui portait « d'or à la bande de sable chargée de trois coquilles d'argent ». Une des coquilles fut remplacée par une quintefeuille afin de renvoyer à la famille de Sainte-Aldegonde, qui absorba celle de Noircarmes, et qui portait « d'hermine à la croix de gueules chargée de cinq quintefeuilles (ou roses) d'or ». Cette quintefeuille évoque également la famille d'Ausque, originaires du village, et qui portait : « d'argent à la quintefeuille de sable ». Adopté par la municipalité le 14 février 1996. |

## Pour approfondir